# Rashed Ali
Rashid Ali Salem Mubarak Al Suwaidi, noto semplicemente come Rashed Ali (in arabo راشد علي‎?; Dubai, 2 dicembre 1989), è un calciatore emiratino, portiere dell'Al-Wahda .

## Palmarès

### Club
- UAE Super Cup: 2

Al-Wahda: 2017, 2018
- UAE Arabian Gulf Cup: 1

Al-Wahda: 2017-18
- Coppa del Presidente degli Emirati Arabi Uniti: 1

Al-Wahda: 2016-2017